# Бурски войни
Двете Бурски войни (на английски: Boer Wars) или Освободителни войни (на африканс: Vryheidsoorloë) са въоръжени конфликти в Южна Африка между колонистите (бурите) и Британската империя.
Това са най-известните войни в Африка в края на XIX и началото на XX век. Първата война протича между 16 декември 1880 и 23 март 1881 г., втората между 11 октомври 1899 и 31 май 1902 г. В резултат на войната престават да съществуват двете независими републики Орания и Трансваал.

## Първа бурска война (1880 – 1881)
Първата бурска война е въстание на бурските фермери против господството на Великобритания в Трансваал, което възстановява тяхната независимост.
През 1880 г. Великобритания прави опит за завладяване на двете държави Трансваал (Transvaal) и Орания (Оранжева Свободна държава – Oranje Vrystaat), създадени около 70 години преди това от бурите – потомци на холандските заселници в Южна Африка през XVII и XVIII век. Бурите се организират във военни отряди и успяват да спечелят войната. Съгласно мирния договор, Великобритания признава независимостта на Трансваал, като запазва като свой приоритет външната политика на тази държава.
През 1886 г. в двете държави са открити богати залежи на злато и диаманти и те стават обект на златна треска и от Европа, главно от Великобритания, пристигат хиляди нови заселници. През 1895 г. британска власт в Южна Африка прави опит за овладяване на залежите, на което се противопоставят със сила военните отряди на бурите. При такова стечение на обстоятелствата Великобритания започва да се готви за война, прехвърляйки големи войскови подразделения към Южна Африка.

## Втора бурска война (1899 – 1902)
Втората бурска война започва през 1899 г. Първоначално бурите имат успехи, но за по-малко от година двете бурски държави – Трансваал и Орания са завладени от Великобритания. През следващите две години продължават партизански тип сражения, в които бурите са подкрепяни от германската колония в Южна Африка.
За установяване на контрол върху партизанското движение на бурите британската власт организира първите в света концентрационни лагери, в които е интернирано население от бунтуващите се райони.

## Формиране на Южноафрикански съюз
След приключване на войната бурите получават широка местна самостоятелност и като бели европейски заселници получават по-високи обществени и стопански позиции в Южноафриканския съюз, създаден през 1910 г. с ранг на доминион на Великобритания. Южноафриканският съюз е създаден на 31 май 1910 г. от четирите колонии Натал, Трансваал, Оранжевата свободна държава и Капската колония.
В действителност най-губещо от тези войни е местното чернокожо население, към което започват да се прилагат расистките постановки на политиката на апартейд. За това население са определени два пустинни резервата – Лесото и Есватини, където негърското население се занимава със земеделие. Друга част от чернокожите са ангажирани в мините за добив на злато, диаманти, каменни въглища, цинк, олово и манган, благодарение на доходите от които Южноафриканският съюз се превръща в една от най-богатите и красиви държави.